# Sportaloosa
Le Sportaloosa (anglais : Appaloosa Sport Horse) est une race de chevaux en cours de sélection, issue de croisements entre l'Appaloosa, le Knabstrup, et des chevaux de sport. 
Il est plus particulièrement destiné aux compétitions de saut d'obstacles, dressage, et concours complet. 

## Histoire
Historiquement, il était impossible d'enregistrer les chevaux issus de croisements entre l'Appaloosa, le Knabstrup, et des chevaux de sport, dans la mesure où le poulain ne pouvait être inscrit que dans le registre d'un de ses parents, à condition d'en respecter les critères.
La sélection de cette nouvelle race est historiquement conduite par l′Appaloosa Sport Horse Association, une association américaine qui publie l′Appaloosa Sport Horse Magazine. Cette association est cependant dissoute en 2014, et la gestion du cheptel est reprise par l′American Warmblood Society, qui crée une filiale spécialement dédiée.
L'association australienne et néo-zélandaise Sportaloosa international est créée plus tard.

## Description
Aux Etats-Unis, le nom d′Appaloosa Sport Horse s'applique à des chevaux de modèle léger, issus de croisements entre l'Appaloosa et diverses races de chevaux de sport.
La robe doit impérativement arborer le complexe léopard.
La sélection s'effectue sur la robe et les performances sportives.

## Utilisations
Il est essentiellement destiné aux sports équestres, et à la selle. Ces sports équestres sont notamment le dressage, le saut d'obstacles, et le concours complet d'équitation.

## Diffusion de l'élevage
En plus des États-Unis, l′Appaloosa Sport Horse est élevé dans quelques élevages d'Afrique du Sud, et dispose d'une association de race en Uruguay.
En Australie et en Nouvelle-Zélande, où cette race est nommée « Sportaloosa », sa sélection est conduite par l'association Sportaloosa International.